# Emesis poeas
Emesis poeas är en fjärilsart som beskrevs av Frederick DuCane Godman och Osbert Salvin 1901. Emesis poeas ingår i släktet Emesis och familjen Riodinidae. Inga underarter finns listade i Catalogue of Life.